# 568 v. Chr.
Portal Geschichte | Portal Biografien | Aktuelle Ereignisse | Jahreskalender | Tagesartikel

◄ |
7. Jahrhundert v. Chr. |
6. Jahrhundert v. Chr. |
5. Jahrhundert v. Chr. |
►

◄ | 580er v. Chr. | 570er v. Chr. | 560er v. Chr. | 550er v. Chr. |
540er v. Chr. |
►

◄◄ | ◄ | 571 v. Chr. | 570 v. Chr. | 569 v. Chr. | 568 v. Chr. |
567 v. Chr. |
566 v. Chr. |
565 v. Chr. |
► |
►►

## Ereignisse

### Politik und Weltgeschehen
- Der babylonische König Nebukadnezar II. führt einen Angriff auf Ägypten, wird von Pharao Amasis jedoch zurückgeschlagen.
- Die Stadt Tyros ergibt sich den babylonischen Truppen Nebukadnezars, nachdem es ihm in 13-jähriger Belagerung nicht gelungen ist, die Stadtmauern zu erstürmen.

### Wissenschaft und Technik
- In seinem 36. Regierungsjahr (569 bis 568 v. Chr.) lässt Nebukadnezar II. den Schaltmonat Addaru II ausrufen, der am 18. März[1] beginnt.
- Im babylonischen Kalender fällt das babylonische Neujahr des 1. Nisannu auf den 16.–17. April[1], der Vollmond im Nisannu auf den 30. April[1] und der 1. Tašritu auf den 10.–11. Oktober[1].[2]

### Sport
- Arrhichion gewinnt zum zweiten Mal den Pankration bei den Olympischen Spielen.